# ۴۷ (پیش از میلاد)
۴۷ (پیش از میلاد) ۴۷مین سال قبل از تقویم میلادی است.